# Slag bij Fort Anne

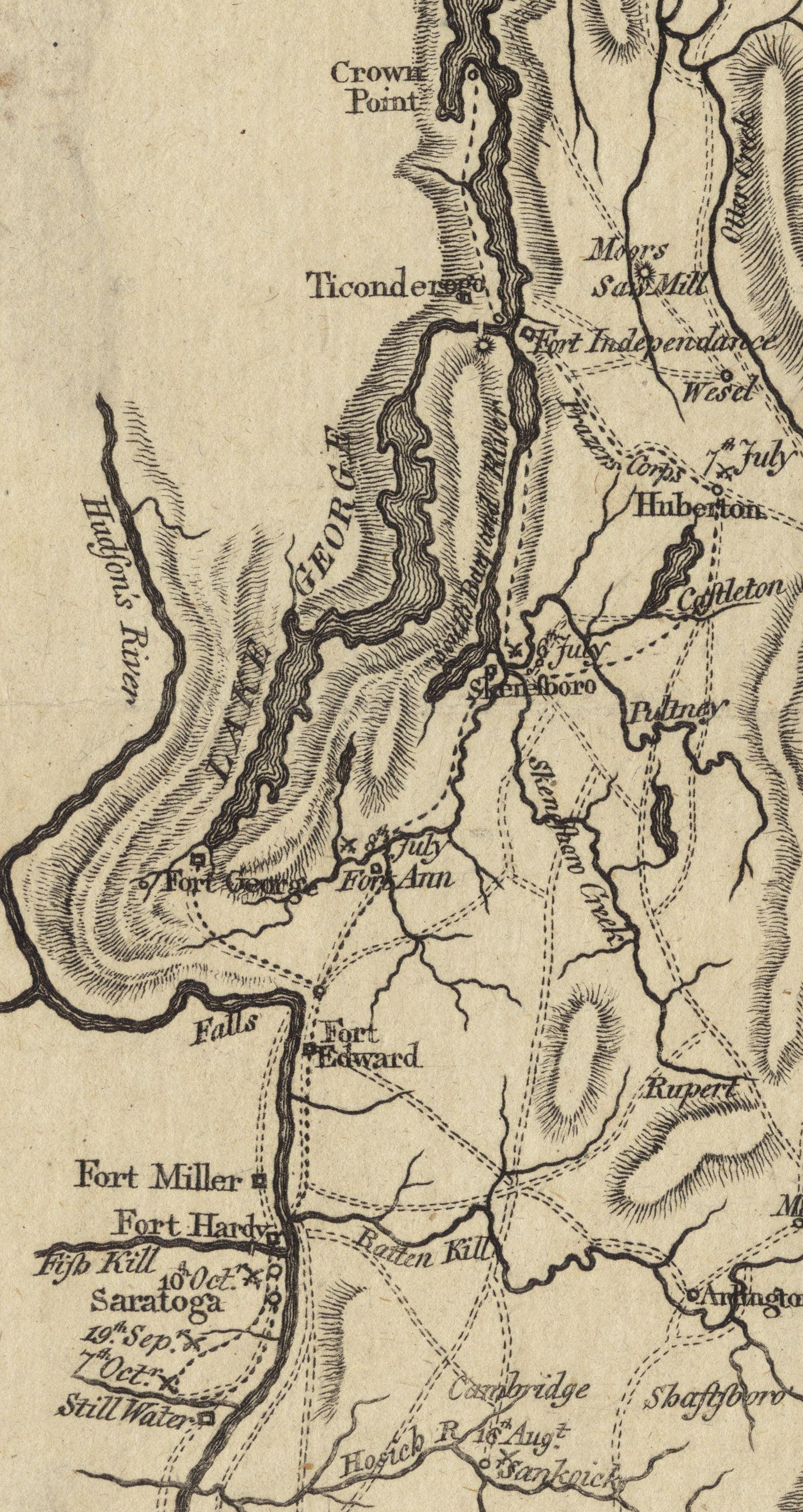
Kaart

De Slag bij Fort Anne was een deel van de Saratoga-campagne tijdens de Amerikaanse Onafhankelijkheidsoorlog.
De slag speelde zich af op 8 juli 1777 nabij Fort Anne in een streek die bekend werd als Westfield en later als Fort Ann. De veldslag was eigenlijk een uitgestelde actie van de achterhoede (Longs regiment en New Yorkse milities van generaal Arthur St. Clairs noordelijk leger en generaal John Burgoyne's vooruitgeschoven eenheden).
Het grootste deel van St. Clairs strijdkrachten kwam van Fort Ticonderoga over de New Hampshire Grants, maar St. Clair had een klein deel van zijn leger per boot gezonden naar Skenesborough, aan het uiterste zuiden van het Champlainmeer. Deze strijdkrachten, onder leiding van kolonel Pierse Long, escorteerden vele vrouwen, kinderen en zieken van Fort Ticonderoga naar Fort Edward.
Wanneer de Britse kolonel Hill in Fort Ann aankwam en zag dat hij in aantal moet onderdoen, hield hij halt en wachtte hij op versterking uit het hoofdleger. Long, die zag hoe weinig Britse soldaten hem volgden, viel aan. De slag duurde meer dan twee uur, totdat beide partijen ongeveer zonder munitie kwamen te zitten. Longs mannen staken nog de palissade van Fort Ann in brand bij het terugtrekken.
Het Brits leger stelde vast dat het een nieuw type van vlag had buitgemaakt, met dertien rode en witte strepen en een geheel van sterren. Het was vermoedelijk de eerste maal dat de stars and stripes in de strijd gedragen werd.